# Bonitasaura
Bonitasaura là một chi khủng long, được Apesteguía mô tả khoa học năm 2004.